# Сарбиново
Сарбиново (нем. Sorenbohm, пол. Sarbinowo) — дачный посёлок на северо-западе Польши, расположенный в Западно-Поморском воеводстве, в Кошалинском повете, в гмине Мельно, в 7 км к западу от Мельно и в 17 км к северо-западу от Кошалина. Расположен на побережье Балтийского моря, на словенском побережье.

## Описание посёлка
По данным на 31 декабря 2006 года в Сарбиново постоянно проживало 558 человек. В 2007 году в Сарбиново насчитывалось 178 фермеров, которые платили сельскохозяйственный налог.
На берегу моря обустроен летний пляж «Сарбиново 213» протяженностью 100 м, вход с ул. Надморская рядом с церковью. В 2012 году пляж Сарбиново соответствовал требованиям к качеству воды для купания в Европейском Союзе.

## История
Первые сведения о деревне относятся к 1309 году. Долгое время деревня находилась в 1,5 км от побережья Балтийского моря, но в XIX веке над деревней нависла угроза быть поглощенной морем. Чтобы предотвратить это, в 1910 году вдоль пляжа была построена подпорная стена из камня и бетона длиной 1 км, которая предотвратила дальнейшую эрозию.
После Второй мировой войны Сарбиново развивалось как курорт сравнительно медленно (в основном из-за отсутствия прямого железнодорожного сообщения), сохраняя облик тихого рыбацкого поселения. Тем не менее, в конце 1960-х годов здесь действовало три дома отдыха ФОС («Байка», «Мева» и «Шлензачка») общей вместимостью около 300 мест. Здесь располагались гостиница, театральный зал, пресс-клуб и клуб-кафе с танцплощадкой. Рекомендованы прогулки к бассейну Хлопы (2 км к востоку) и к маяку Гонски (4 км к западу от города).

## Исторические здания
В селе находится неоготическая церковь, построенная в 1856 году, с высокой башней, построенной по восьмиугольному плану, пристроенной к фасаду, с витражами в стрельчатых арочных окнах. На стенах изображены Крестные пути, написанные Ежи Новосельским. В Сарбиново также находится историческая изба 1804 года постройки. Она имеет фахверковые стены из дуба и соломенную крышу. Это пример рыбацкого домика, называемого узкофасадным домиком.
Гмина Мельно создала вспомогательную единицу гмины — деревню Сарбиново, в которую вошли два города: Пенкалин и Сарбиново. Жители совместно избирают сельского голову и сельский совет, в состав которого входят от 3 до 7 человек.

## Галерея

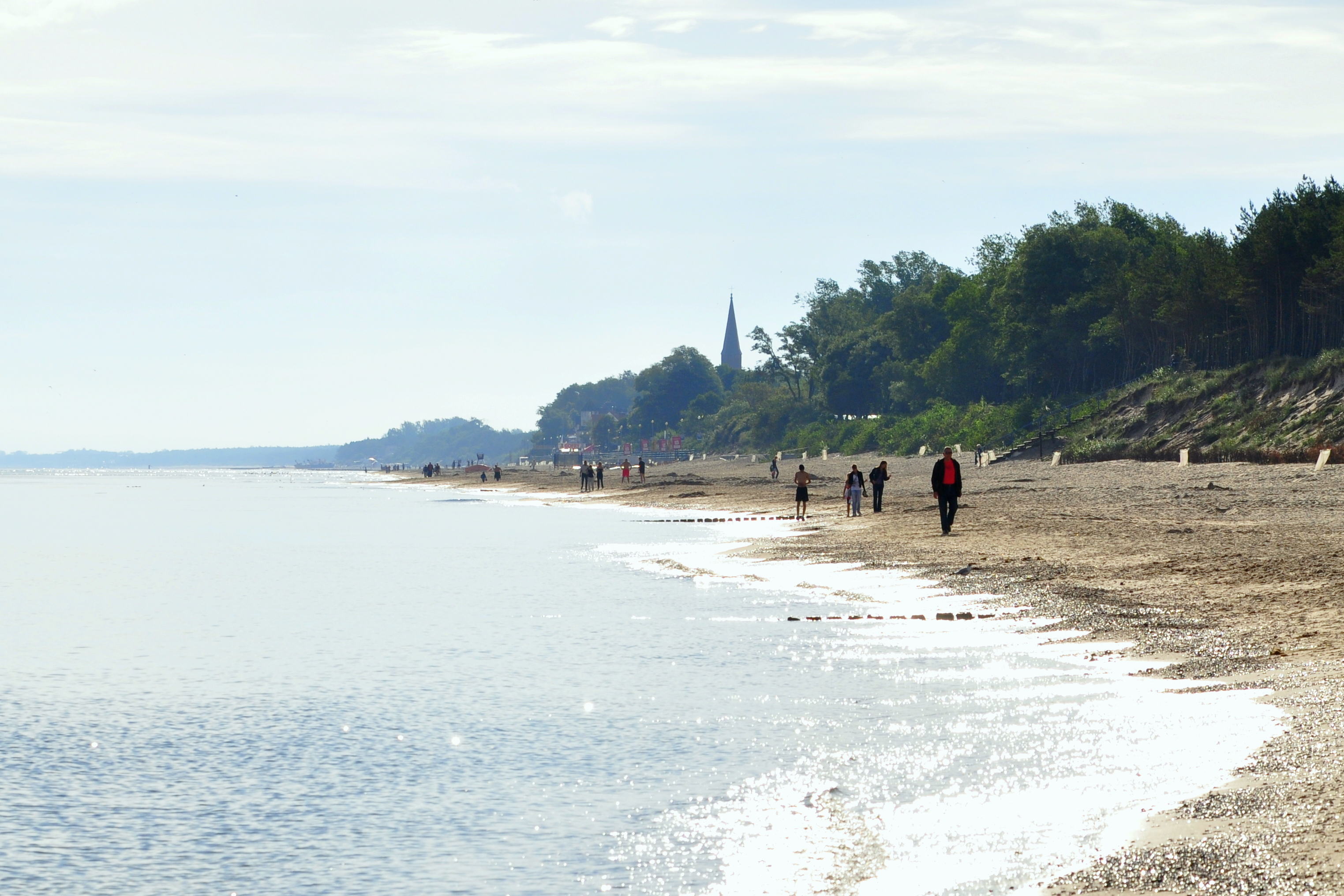
Пляж в Сарбиново
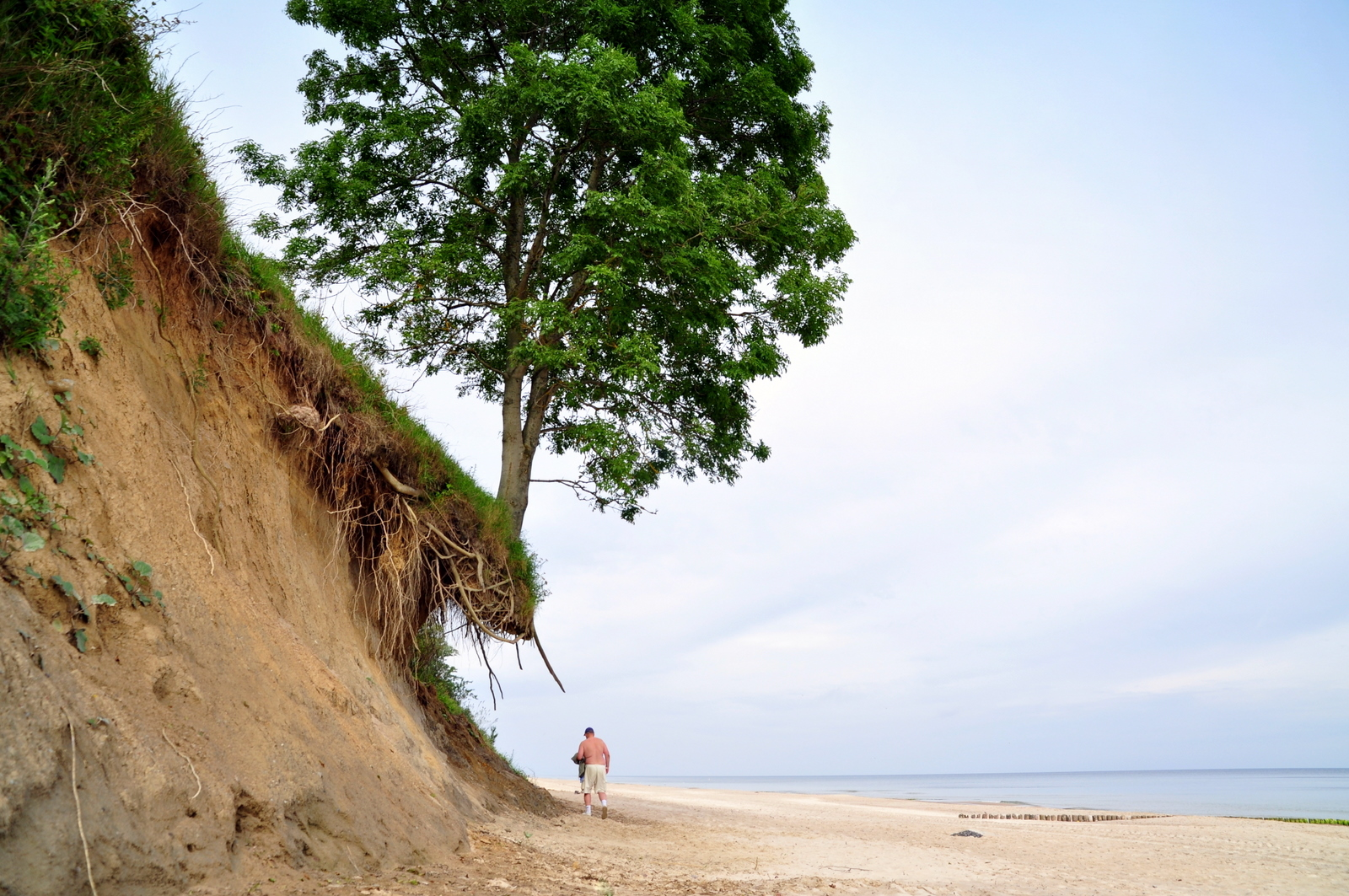
Побережье около Сарбиново
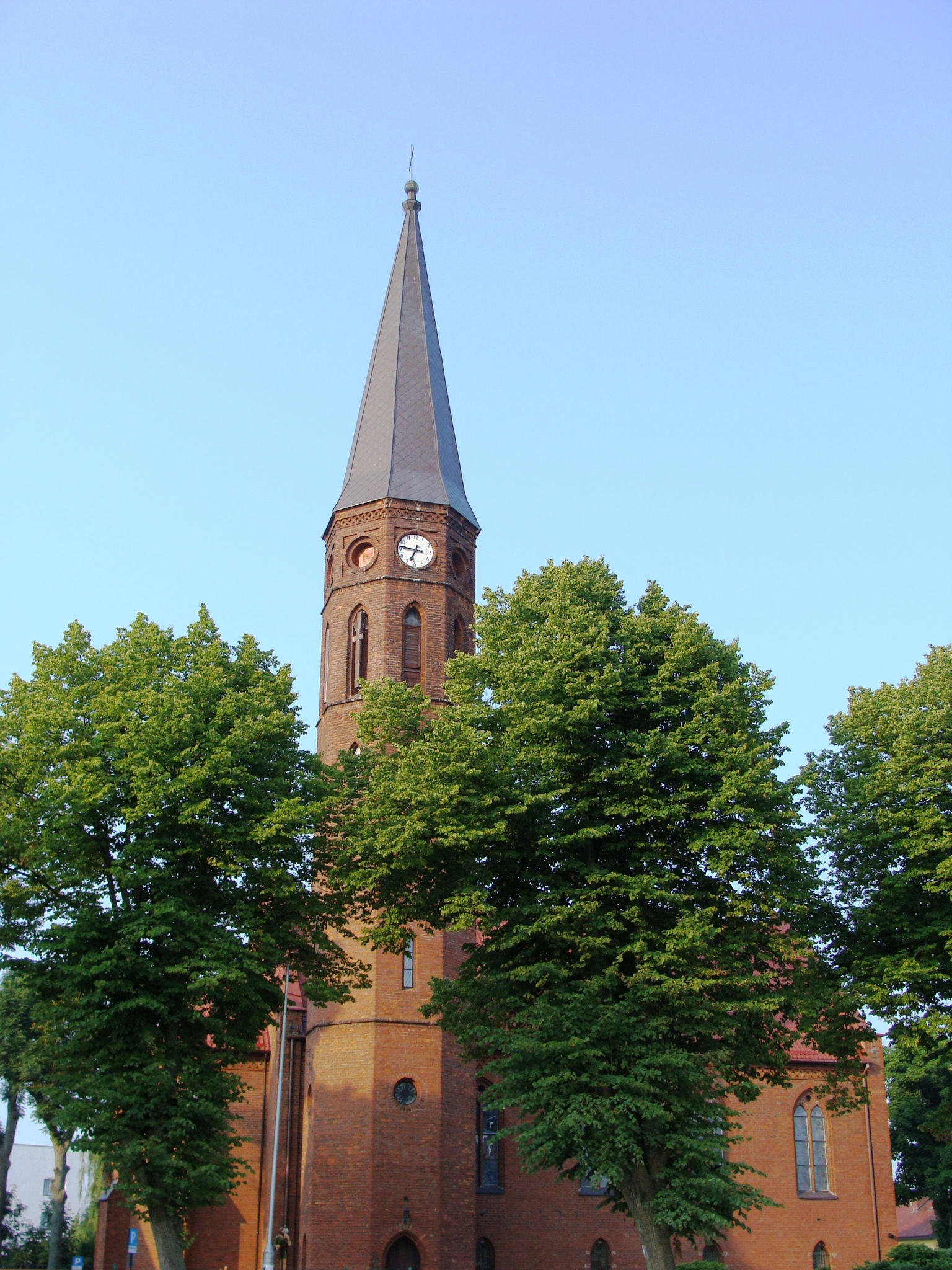
Церковь Успение Пресвятой Богородицы
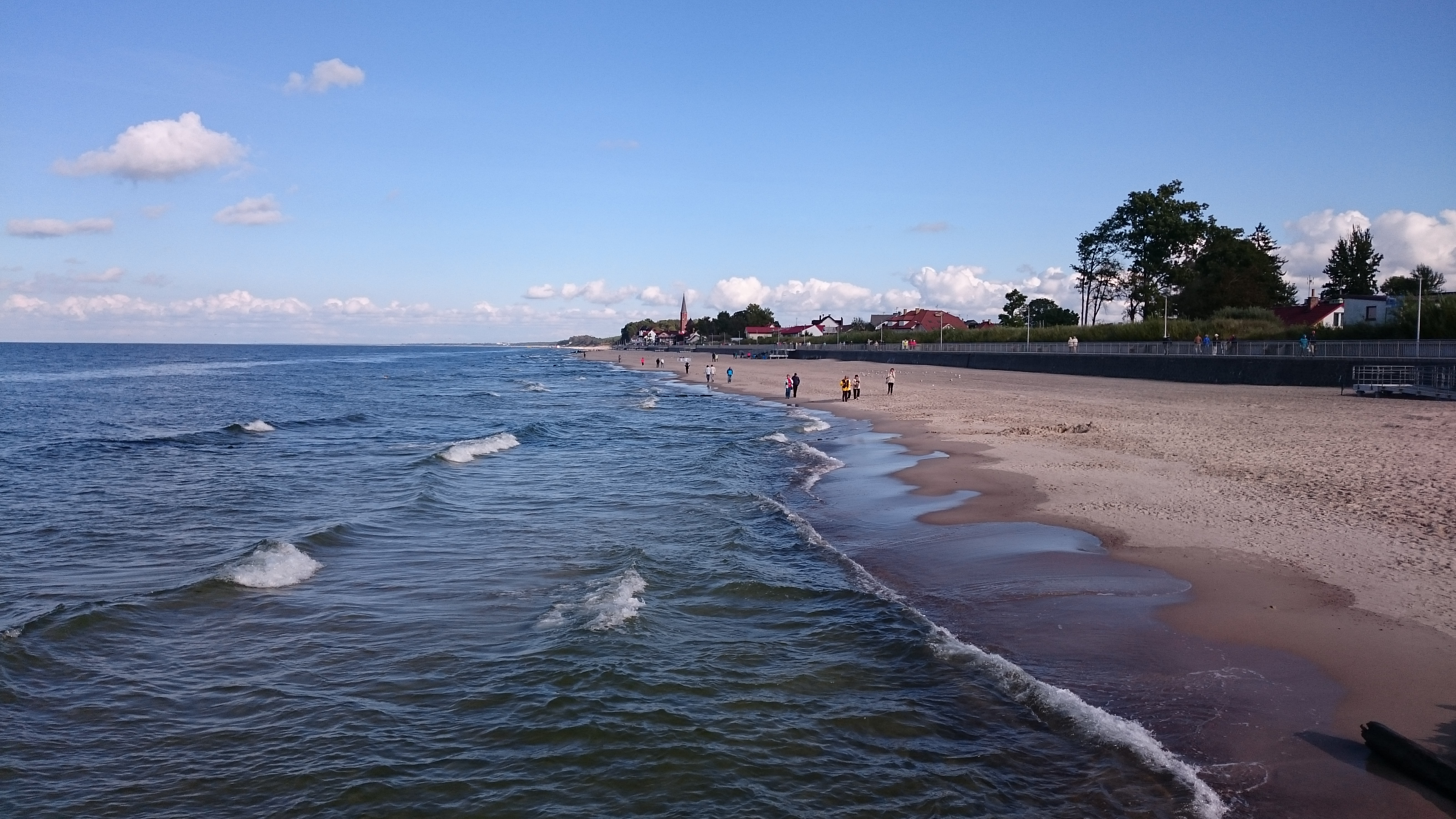
Пляж и набережная в Сарбиново
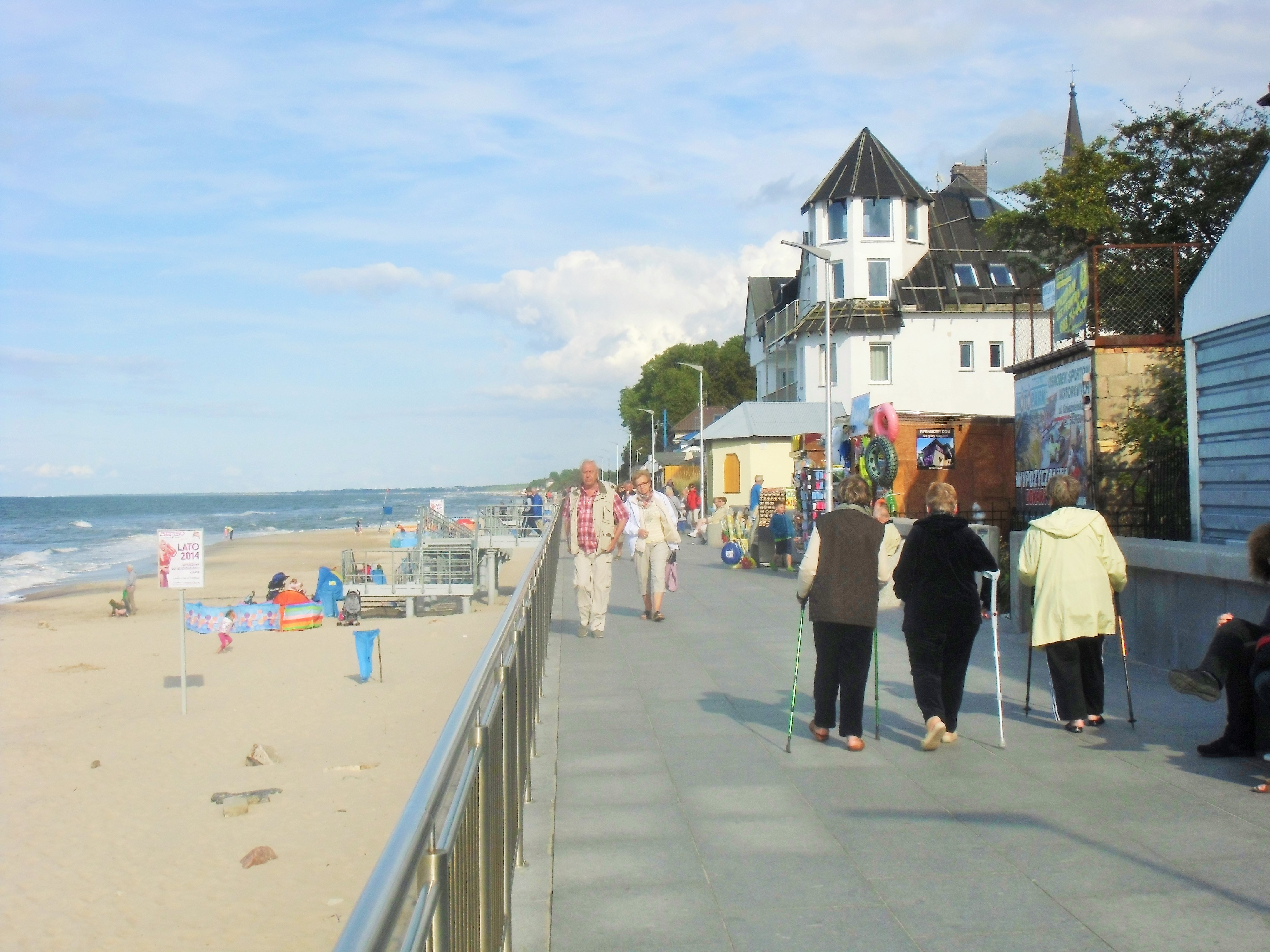
Набережная Сарбиново
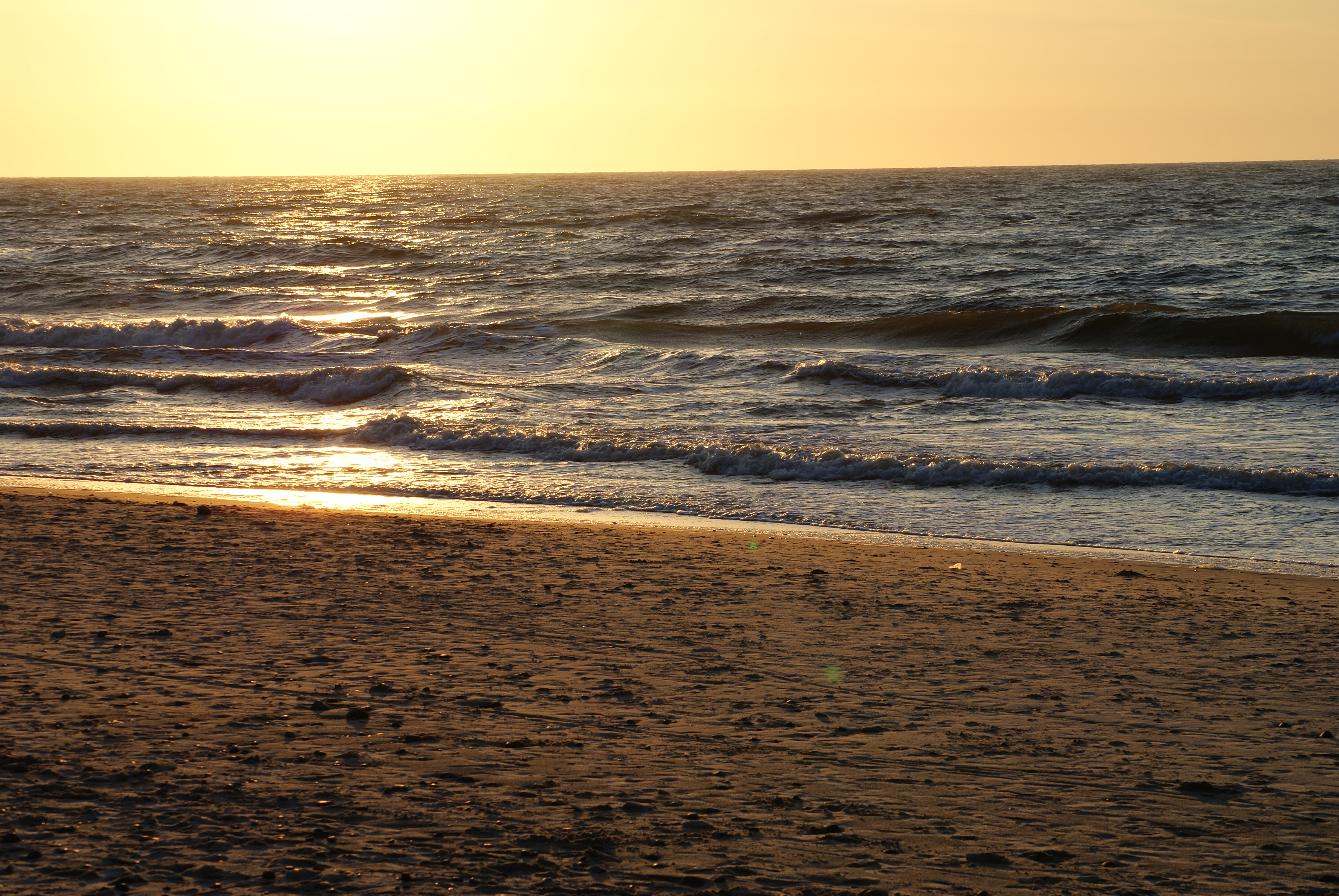
Закат в Сарбиново